# Gabriel Brazão
Gabriel Brazão, né le 5 octobre 2000 à Uberlândia, est un footballeur international brésilien  qui évolue au poste de gardien de but au Santos FC.

## Biographie

### En club
Formé au Cruzeiro à Belo Horizonte, il est transféré à Parme en 2019 pour environ 11 millions de réaux brésiliens, les bonus pouvant porter la somme jusqu'à 15 millions.
Fin juin de la même année il est transféré à nouveau à l'Inter pour 6,5 millions d'euros et en échange d’Andrea Adorante. Il est alors prêté pour une saison à Albacete en Liga 2. N'ayant alors toujours pas fait ses débuts professionnels, il fait pourtant partie des plus grands espoirs brésiliens à son poste

### En sélection
Brazão est sélectionné à de nombreuses reprises avec l'équipe du Brésil des moins de 17 ans.
Il dispute avec cette équipe le championnat sud-américain des moins de 17 ans en 2017. Il est le gardien titulaire sur l'ensemble de cette compétition finalement remportée par le Brésil.
Fréquentant également l'équipe des moins de 20 ans, il est appelé en équipe du Brésil senior par Tite le 26 octobre 2018, occupant le banc lors des matchs amicaux contre l'Uruguay et le Cameroun.

## Statistiques
| Saison                | Club                     | Championnat           | Championnat | Championnat | Coupe(s) nationale(s) | Coupe(s) nationale(s) | Compétition(s) continentale(s) | Compétition(s) continentale(s) | Compétition(s) continentale(s) | Ligue régionale | Ligue régionale | Total | Total |
| Saison                | Club                     | Division              | M.          | B.          | M.                    | B.                    | Comp.                          | M.                             | B.                             | M.              | B.              | M.    | B.    |
| 2019-2020             | Albacete Balompié (prêt) | La Liga 2             | 5           | 0           | 2                     | 0                     | -                              | -                              | -                              | -               | -               | 7     | 0     |
| 2020-2021             | Real Oviedo (prêt)       | La Liga 2             | 2           | 0           | 1                     | 0                     | -                              | -                              | -                              | -               | -               | 3     | 0     |
| 2022-2023             | S.P.A.L. (prêt)          | Serie B               | 1           | 0           | -                     | -                     | -                              | -                              | -                              | -               | -               | 1     | 0     |
| 2024                  | Santos FC                | Serie B               | 31          | 0           | -                     | -                     | -                              | -                              | -                              | -               | -               | 31    | 0     |
| 2025                  | Santos FC                | Serie A               | -           | -           | -                     | -                     | -                              | -                              | -                              | 13              | 0               | 13    | 0     |
| Sous-total            | Sous-total               | Sous-total            | 31          | 0           | -                     | -                     | -                              | -                              | -                              | 13              | 0               | 44    | 0     |
| Total sur la carrière | Total sur la carrière    | Total sur la carrière | 39          | 0           | 3                     | 0                     | -                              | 4                              | 0                              | 13              | 0               | 59    | 0     |

## Palmarès
| Brésil -17 ans - Championnat de la CONMEBOL des moins de 17 ans (1) : - Champion : 2017. |